# Gerald Thomas (cineasta)
Gerald Thomas (Kingston upon Hull, 10 de dezembro de 1920 — 9 de novembro de 1993) foi um cineasta britânico.

## Filmografia

### Diretor
- 1992 - Carry On Columbus
- 1977 - That's Carry On
- 1965 - The Big Job
- 1962 - The Iron Maiden
- 1961 - Raising the Wind
- 1960 - Watch Your Stern
- 1958 - Carry On Sergeant

### Editor
- 1955 - Above Us the Waves
- 1954 - Doctor in the House
- 1951 - Appointment with Venus